# 陶村镇
陶村镇，是中华人民共和国山西省运城市盐湖区下辖的一个乡镇级行政单位。

## 行政区划
陶村镇下辖以下地区：
辛曹村、五曹村、翟曹村、裴郭村、张良村、苦池村、陶村、大村、张孝村、东纽村、西纽村、张金村、赵棠庄村、石碑庄村、寺家卓村和半坡村。